# Bulbophyllum bismarckense
Bulbophyllum bismarckense là một loài phong lan thuộc chi Bulbophyllum.